# Alicia Boole Stott
Alicia Boole Stott (Cork, 8 juni 1860 - 17 december 1940) was de derde dochter van George Boole, die ten tijde van haar geboorte hoogleraar in de wiskunde was in Cork in Ierland was. In 1890 trad zij in het huwelijk met Walter Stott, een actuaris. Ze staat bekend als de persoon die de  term "polytoop" heeft geïntroduceerd. Deze term verwijst naar een convex lichaam in vier dimensies. Zij had vanaf zeer jonge leeftijd een groot begrip van de vier-dimensionale meetkunde.
Zij vond dat er exact zes regelmatige polytopen in vier dimensies bestaan en dat deze regelmatige polytopen worden begrensd door respectievelijk 5, 16 of 600 tetrahedra of 8 kubussen, 24 octahedra of 120 dodecahedra. Vervolgens produceerde zij driedimensionale centrale dwarsdoorsneden van al deze zes regelmatige polytopen. Zij maakte daarbij gebruik van zuiver Euclidische constructies en synthetische methoden om de eenvoudige reden dat zij nooit analytische meetkunde had geleerd. Ze maakte prachtige kartonnen modellen van al deze afdelingen.
Aangezien haar familie niet over geld beschikte werkte zij vanaf 1886 in Liverpool als secretaresse. In 1889 ontmoette zij Walter Stott, met wie zij in 1890 trouwde. Het echtpaar kreeg twee kinderen. Stott hoorde in 1895 van Pieter Schoutes werk over de centrale delen van reguliere polytopen. Schoute kwam naar Engeland en werkte samen met Alicia Stott. Hij overtuigde haar om haar werk te publiceren, wat zij in twee publicaties, die in 1900 en 1910 in Amsterdam zijn verschenen, ook daadwerkelijk heeft gedaan.
Op latere leeftijd kwam zij in 1930 in contact met Donald Coxeter. Samen werkten zij aan verschillende problemen. Alicia Boole Stott deed in die tijd twee belangrijke ontdekkingen met betrekking tot de constructie van veelvlakken in relatie tot de gulden snede. Coxeter beschreef de tijd dat zij gezamenlijk onderzoek deden als volgt:
De kracht en eenvoud van haar karakter maakte haar in combinatie met de diversiteit van haar interesses tot een inspirerende vriendin.
De Universiteit van Groningen eerde haar door haar in 1914 bij gelegenheid van het driehonderdjarig bestaan van de universiteit een eredoctoraat toe te kennen.
Haar vier zussen verdienden hun sporen op verschillend gebied. Ethel Lilian (1864-1960) trouwde met de Poolse revolutionair Wilfrid Michael Voynich en was de schrijfster van een aantal werken waaronder The Gadfly. Mary Ellen trouwde met de wiskundige Charles Hinton en Margaret (1858-1935) was de moeder van de natuurkundige Geoffrey Ingram Taylor. Lucy Everest Boole (1862-1905) was een getalenteerd scheikundige en werd de eerste vrouwelijke Fellow of the Institute of Chemistry. 
De landmeter en geograaf George Everest was haar grootoom. 

## Publicaties
- (en)  A. Boole Stott: Geometrical deduction of semiregular from regular polytopes and space fillings (Meetkundige deductie van halfregelmatige polytopen uit regelmatige polytopen en vlakvullingen), Verhandelingen van de Koninklijke Nederlandse Akademie van Wetenschappen, eenheid Amsterdam, Eerste Sectie 11,1, Amsterdam, 1910